# Luster (film)
Luster est un film dramatique américain réalisé par Everett Lewis et sorti en 2002.

## Fiche technique
- Scénario : Everett Lewis, poèmes de Dennis Cooper
- Musique : Michael Leon
- Photographie : Humberto De Luna
- Montage : Everett Lewis
- Production : Film Research Unit, Form A 2042 Films
- Format : 16 mm, 1.33 : 1, couleurs, son mono
- Durée : 94 minutes
- Sortie : 17 mars 2002  États-Unis

## Distribution
- Justin Herwick : Jackson
- Shane Powers : Sam
- B. Wyatt : Jed / Orgy Body
- Pamela Gidley : Alyssa
- Susannah Melvoin : Sandra
- Jonah Blechman : Billy
- Sean Thibodeau : Derek
- Willie Garson : Sonny Spike
- Gabriel Dell Jr. : le détective privé
- Henriette Mantel : la mère de Sam
- Norman Reedus : le livreur de sex-toys
- Chris Freeman : Kurt Domain
- JD Cullum : Ned Smythe